# 圣若泽-杜布雷若-杜克鲁斯
圣若泽-杜布雷若-杜克鲁斯是巴西帕拉伊巴州的一个市镇。总面积253.017平方公里，总人口1550人，人口密度6.1人/平方公里。